# پادریک کولوم
پادریک کولوم (به انگلیسی: Padraic Colum) (زاده ۸ دسامبر ۱۸۸۱ – درگذشته ۱۱ ژانویه ۱۹۷۲) شاعر، رمان‌نویس، نمایشنامه‌نویس، زندگی‌نامه‌نویس، نویسنده کودکان و گردآورنده آثار فولکلور ایرلندی بود. او یکی از چهره‌های برجسته احیای ادبی ایرلند بود.
در آمریکا، کولوم به نویسندگی کودکان پرداخت و تعدادی مجموعه داستان برای کودکان منتشر کرد که با پسر پادشاه ایرلند (۱۹۱۶) شروع شد. این کتاب زمانی به وجود آمد که کولوم شروع به ترجمه یک داستان عامیانه ایرلندی از زبان گالیک کرد، زیرا نمی‌خواست این زبان را فراموش کند. پس از انتشار آن در نیویورک تریبون، تصویرگر مجارستانی ویلی پوگانی امکان همکاری با کتاب را پیشنهاد کرد، بنابراین کولوم داستان عامیانه را در یک داستان طولانی و حماسی تبدیل کرد. قرارداد او برای ادبیات کودکان با انتشارات مک میلان باعث شد تا پایان عمرش از نظر مالی امنیت داشته باشد. برخی از کتاب‌های دیگر او عبارتند از: ماجراجویی ادیسه (۱۹۱۸) و فرزندان اودین (۱۹۲۰). این آثار برای رساندن ادبیات کلاسیک به کودکان مهم هستند.
در سال ۱۹۲۲ او مأمور شد تا نسخه‌هایی از فولکلور هاوایی را برای جوانان بنویسد.